# Terry Date
Terry Date (né dans l'Ohio aux États-Unis) est un producteur de musique américain.
Il est souvent associé à la vague musicale de Seattle dont il est un des vétérans et au grunge pour avoir notamment produit le groupe Soundgarden.

## Biographie
Il se rend à Seattle en 1979 après avoir été diplômé dans l'Idaho.
Pendant des années et bien avant la vague grunge, il a produit des petits groupes locaux des nuits durant. Mais c'est après avoir produit le troisième album de Metal Church, Blessing in Disguise en 1989 que son nom commence à figurer parmi ceux des grands. S'ensuivent des collaborations avec Soundgarden et Mother Love Bone.
Sa marque de fabrique est un son de guitare lourd mais toujours précis.
Les principaux groupes auxquels il a prêté main-forte sont Pantera, Screaming Trees, White Zombie, Fishbone, Otep, Incubus, Limp Bizkit, Machine Head, Soundgarden, Overkill, Prong et Deftones dont il a produit les 4 premiers albums, ainsi que le 9ème (Ohms). Il a également participé au premier album de Team Sleep en produisant Tomb of Liegia et King Diamond, puis au dernier album de Slayer, Repentless.